# 줄리아 더피
줄리아 더피(Julia Duffy, 1951년 6월 27일 ~ )는 미국의 배우, 텔레비전 배우, 연극 배우, 영화 배우이다.
미니애폴리스에서 태어났다.

## 영화
- 캠프 엑스레이 (2014년)
- 온 스트라이크 포 크리스마스 (2010년)
- 드레이크와 조시 (2004년)
- 덤 앤 더머 - 해리가 로이드를 만났을 때 (2003년)
- 참을 수 없는 사랑 (2003년)
- 레바 (2001년)
- 그레이스 언더 파이어 (1993년)
- 보복 (1989년)
- 메이비 베이비 (1988년)
- 남북전쟁 (1982년)
- 마지막 남은 처녀 (1981년)
- 사랑의 유람선 (1977년)
- 원 라이프 투 리브 (1968년)